# San Pierre
San Pierre é uma Região censo-designada localizada no estado americano de Indiana, no Condado de Starke.

## Demografia
Segundo o censo americano de 2000, a sua população era de 156 habitantes.

## Geografia
De acordo com o United States Census Bureau tem uma área de
0,4 km², dos quais 0,4 km² cobertos por terra e 0,0 km² cobertos por água. San Pierre localiza-se a aproximadamente 213 m acima do nível do mar.

## Localidades na vizinhança
O diagrama seguinte representa as localidades num raio de 20 km ao redor de San Pierre.